# Johanna Etienne
Johanna Etienne (* 1. April 1805 als Maria Magdalene Etienne in der seinerzeit selbständigen Gemeinde Grimlinghausen (heute ein Teil der Stadt Neuss); † 28. März 1881 in Neuss) war die Gründerin der Neusser Augustinerinnen.

## Leben

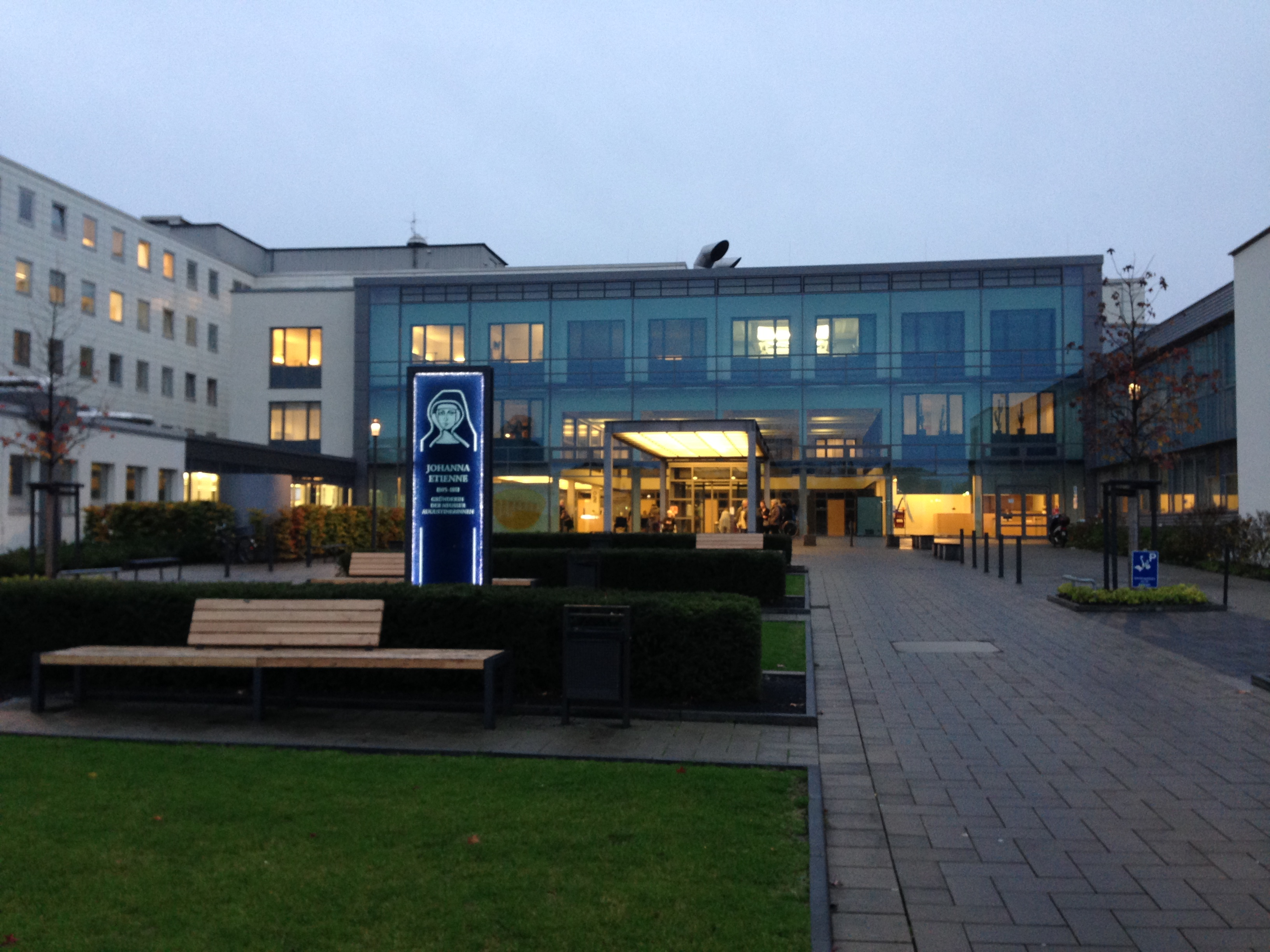
Im Jahr 1968 wurde in Neuss das Johanna-Etienne-Krankenhaus eröffnet.

### Eintritt in die Ordensgemeinschaft
Am 1. April 1805 wurde Maria Magdalene als eheliche Tochter des Mathias Etienne und seiner Frau Anna Maria geb. Linnarz, in Grimlinghausen, einem Vorort der Stadt Neuss, geboren. Getauft wurde sie am 2. April in der Pfarrkirche St. Cyriakus in Grimlinghausen. Über Einzelheiten ihrer Kindheit, Jugend und der familiären Bedingungen, ist zum heutigen Zeitpunkt noch nichts Näheres bekannt.
Am 27. Februar 1822 trat Maria Magdalena Etienne mit 16 Jahren dem Elisabeth Kloster der Düsseldorfer Cellitinnen bei und empfing als Schwester Johanna am 27. Februar 1827 das Ordenskleid. Nachdem sie am 20. Februar 1830 das ewige Gelübde abgelegt hatte, wurde sie von ihrer Oberin mit organisatorischen Aufgaben betraut. Als die Stadt Neuss die Cellitinnen in Düsseldorf bat, zwei Schwestern in das dortige Krankenhaus zu entsenden, traten am 27. Januar 1844 Schwester Johanna Etienne und eine Mitschwester mit vier Aspirantinnen ihren Dienst in Neuss an.

### Gründung einer neuen Gemeinschaft
Da die Arbeit der Schwestern sich rasch als äußerst fruchtbar erwies, bat die Hospizverwaltung das Düsseldorfer Kloster um die Überlassung der beiden Schwestern für die Neugründung einer klösterlichen Gemeinschaft. Trotz eigenen Schwesternmangels entschied das Mutterhaus, dem Antrag stattzugeben, verlangte jedoch von den Schwestern einen förmlichen Verzicht auf jeden Rechtsanspruch.
Am 29. Januar 1846 ging Schwester Johanna auf alle Bedingungen ein, die ihr hinsichtlich der Neugründung einer Gemeinschaft gestellt wurden. Sie wurde Gründerin der „Genossenschaft der Barmherzigen Schwestern nach der Regel des heiligen Augustinus“. Sie löste hiermit die Bindung an ihr Mutterhaus. Dies war ein mutiger Schritt, denn es standen schwierige Verhandlungen mit den preußischen Behörden bevor. Die preußische Bürokratie wollte die Grundsätze des Staatskirchentums angewandt wissen. Diese Unsicherheiten hinderte Schwester Johannas Mitschwester daran, den Verzicht zu leisten. Sie kehrte nach Düsseldorf zurück.
1848 nahm Mutter Johanna eine Novizin auf; auch einige Aspirantinnen arbeiteten im Kloster. Mit Zustimmung des Oberpräsidenten der Rheinprovinz konnten die ersten Postulantinnen eingekleidet werden. Erfolgreich erwies sich Mutter Johanna bei den Verhandlungen mit den Behörden und dem Erzbischof von Geißel. 1852 erhielt die Genossenschaft schließlich die staatliche Anerkennung.

### Innerer Ausbau der Gemeinschaft
Mutter Johanna widmete sich nun verstärkt dem inneren Ausbau der Gemeinschaft. Sie pflegte das gemeinschaftliche Leben und erweiterte den kleinen Kreis durch neue Mitglieder. Hinsichtlich der Kandidaten musste sie eine Auswahl treffen und manche Kandidatinnen wurden abgewiesen. Sie legte besonderen Wert auf das Gelübde der Armut und trug Sorge dafür, dass Arbeit und Gebet täglich als eine Einheit eingeübt wurden. Sie achtete auch darauf, dass die Schwestern nicht als billige Arbeitskräfte angesehen wurden. Auch die fachliche Ausbildung der Schwestern war ihr sehr wichtig. Ihre Anregungen und Neuerungen waren notwendig, denn viele Gemeinschaften befanden sich aufgrund nicht durchgeführter Erneuerungen im Niedergang.
Als schwerwiegender Mangel in der Pflege hatte Mutter Johanna das Fehlen von Fachabteilungen erkannt. Durch einen Förderer konnten neue Grundstücke erworben werden. Eine Kapelle wurde eingerichtet, die schließlich, zusammen mit der Anstalt dem heiligen Joseph, geweiht wurde. Mutter Johanna gründete eine Pflegeanstalt für Geistes- und Gemütskranke weiblichen Geschlechts und errichtete eine Filiale in der Nachbarstadt Viersen. Von staatlicher Seite wurde die gute Führung der Einrichtungen einstimmig gelobt.
In den Krieg von 1866 zwischen Preußen und Österreich entsandte auch Mutter Johanna sechs Schwestern für die Pflege der Verwundeten und Kranken an die Front. Hierdurch bekam die Gemeinschaft auch Kontakt zur preußischen Königin Augusta. Die Königin war von der Arbeit der Schwestern beeindruckt und förderte sie.
Mutter Johanna stand auf der Höhe ihres Schaffens. Nach außen war ein ansehnlicher Wirkungskreis gewachsen und das geistliche Leben war geordnet. Die Gemeinschaft wuchs. Auf dem Höhepunkt ihres Schaffens verzichtete sie auf ihr Amt als Oberin. Durch ihr Testament entzog sie das Klostervermögen dem staatlichen Zugriff. Die Genossenschaft konnte ihren Klosterbesitz allein und selbstständig verwalten.

### Kulturkampf
Als Bismarck 1871 im Deutsch-Französischen Krieg die Gründung des Deutschen Reiches vollendete, sandte die Gemeinschaft wieder Schwestern an die Front. Aber das politische und gesellschaftliche Klima im neuen Deutschen Reich verschlechterte sich. Mit fast krankhaftem Misstrauen glaubte Bismarck, dass die katholische Kirche und die Katholiken die Zerstörung Preußens betreiben wollten. In den folgenden Jahren regierte er mit den Nationalliberalen, die den Katholizismus als Aberglauben ansahen. Es war der Arzt und Abgeordnete der Fortschrittspartei Rudolf Virchow, der den Kampf gegen die katholische Kirche als Kulturkampf bezeichnete. Schritt für Schritt wurde der Einfluss der Kirchen zurückgedrängt. Bischöfe und Priester wurden verhaftet, Klöster geschlossen und enteignet.
Auch in Neuss merkte man die Auswirkungen dieses Kampfes. Die Ablegung der Gelübde war nun von der staatlichen Erlaubnis abhängig, ein Wechsel der Schwestern zwischen Mutterhaus und Niederlassung wurde verboten. Es durften keine Aspirantinnen mehr aufgenommen werden. Als 1873 die Patres der Lazaristen ausgewiesen wurden und die Stadt Neuss im alten Klostergemäuer ein Invalidenheim einrichtete, baten die Honoratioren der Stadt Mutter Johanna, dort als Oberin zu wirken. Es ist wahrscheinlich, dass Kaiserin Augusta den Schwestern half. Augusta galt als Förderin der katholischen Kirche und Bismarck selbst klagte darüber, dass die protestantische Kaiserin seine Politik gegenüber der katholischen Kirche untergrabe.

### Tod und Nachwirkungen
Als sich Ende der 70er Jahre die Auseinandersetzung zwischen Staat und Kirche etwas entspannte, war Mutter Johanna fast 75 Jahre alt. 1880 feierte sie ihr goldenes Ordensjubiläum. Die Bürger dankten ihr durch Spenden und ein großes Fest. Als am 28. März 1881 ihr Leben endete, begleitete ein unübersehbarer Trauerzug den Leichnam der Stifterin. Dies war auch ein sichtbares Zeichen nach außen, dass, trotz des Kulturkampfes, der Glaube ungebrochen war.
Mutter Johanna hatte 1844 den Mut bewiesen, neu zu beginnen. Ihre Tätigkeit wurde aus bescheidenen Anfängen zu einer der Grundlagen des Krankenhauswesens im heutigen Sinne und zu jenen karitativen Einrichtungen, die heute zum Gesamtbild sozialer Leistung zählen. Wie groß die Achtung vor Mutter Johanna Etienne in Neuss und Umgebung ist, wurde anlässlich der Feier zu ihrem 200. Geburtstag am 1. April 2005 noch einmal deutlich. Etwa 300 Gäste fanden sich im Kloster der Neusser Augustinerinnen ein.
Nach Mutter Johannas Tod wuchs die Gemeinschaft weiter. In der Blütezeit des Ordens arbeiteten rund 900 Schwestern in über 60 karitativen Einrichtungen. Im Jahre 2004 gründeten die Neusser Augustinerinnen die Stiftung Cor Unum – Bewahrung des Erbes. Die Stiftung war notwendig geworden, da viele Schwestern mittlerweile zu alt für die beschwerliche Arbeit in den Einrichtungen geworden waren.